# Grigore Mărăcuță
Grigore Mărăcuță (ros. Григорий Степанович Маракуца, Grigorij Stiepanowicz Marakuca; ur. 15 października 1942 w Teiu) – naddniestrzański polityk, przewodniczący Rady Najwyższej Naddniestrza w latach 1991–2005.

## Życiorys
Mołdawianin z pochodzenia. Ukończył szkołę średnią w Parkanach, a następnie szkołę mechanizacji gospodarstwa wiejskiego w Dubosarach, po czym pracował w Kazachskiej SRR jako traktorzysta i kombajnista. W 1968 ukończył studia w Instytucie Gospodarstwa Wiejskiego w Celinogradzie ze specjalnością inżynier elektryk. Trzy lata później powrócił do Mołdawii i przez kolejne dziesięć lat pracował jako zastępca kierownika rejonowych sieci elektrycznych w Kamionce. Był również instruktorem komitetu rejonowego Komunistycznej Partii Mołdawii. W latach 1981–1991 był jego pierwszym sekretarzem i zastępcą przewodniczącego rejonowej rady deputowanych ludowych w Kamionce.
W listopadzie 1990, natychmiast po proklamowaniu niepodległości nieuznanej Naddniestrzańskiej Republiki Mołdawskiej, został wybrany na deputowanego do jej Rady Najwyższej, zaś w styczniu 1991 – przewodniczącym Rady Najwyższej. 30 kwietnia 1991 został aresztowany przez mołdawskie służby specjalne razem z dwoma deputowanymi Rady. Odzyskał wolność przed wrześniem 1991; 28 września 1991, gdy konflikt wokół Naddniestrza zaczął się zaostrzać i przechodzić w fazę zbrojną, Rada Najwyższa Naddniestrza powierzyła mu dowództwo nad wszystkimi formacjami walczącymi po stronie naddniestrzańskiej.
1 grudnia 1991 był kandydatem w pierwszych wyborach prezydenckich w nieuznawanym Naddniestrzu, w parze z Borisem Akułowem jako kandydatem na wiceprezydenta. Uzyskał 31% głosów i przegrał w pierwszej turze z Igorem Smirnowem.
W 1996 i 2000 był ponownie wybierany na przewodniczącego Rady Najwyższej Naddniestrza. W 2005 powierzono mu obowiązki specjalnego przedstawiciela Rady Najwyższej ds. kontaktów międzyparlamentarnych, zaś rok później został sekretarzem generalnym Międzyparlamentarnego Zgromadzenia Państw Nieuznawanych na terytorium dawnego ZSRR.
Doktor nauk prawnych.